# 戈利納

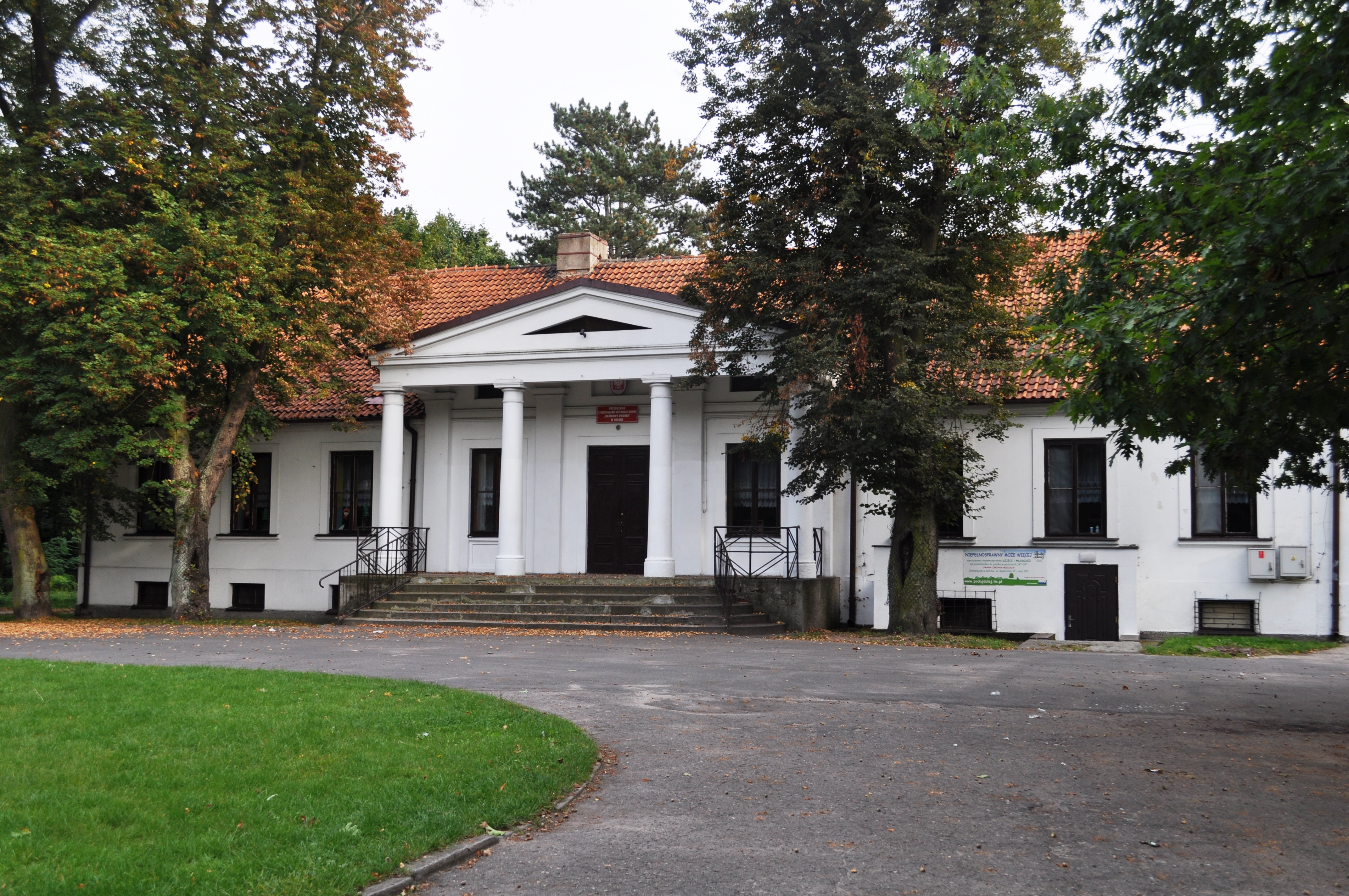
19世紀上半建成的宅邸

戈利納是波蘭的城鎮，位於該國中部大波蘭省，面積3.52平方公里，2024年人口4,284。 第二次世界大戰期間，納粹德國在1939年9月至1945年期間佔領該鎮。
52°14′48″N 18°05′43″E / 52.24667°N 18.09528°E
1. ↑  , Główny Urząd Statystyczny, 2024-07-22  [2025-03-02], （原始内容存档于2024-12-04） （波兰语）